# Karl Arnold (kunstenaar)
Karl Maximilian Arnold (Neustadt bei Coburg, 1 april 1883 - München, 29 november 1953) was een Duits tekenaar, kunstschilder en karikaturist. Hij begon zijn loopbaan bij Die Illustrierte Presse en Die Jugend. Hij is met name bekend geworden door zijn veelal satirische tekeningen in Simplicissimus, die hij er vanaf 1907 publiceerde. 
Karl Arnold groeide op in een burgerlijk gezin. Zijn ouders begonnen een fabriekje, dat rond 1910 uitgegroeid was tot een reeks uiteenlopende bedrijven met ongeveer 2000 werknemers. Zijn vader Max Oscar Arnold zat sinds 1885 in de landdag van Coburg, van 1904 tot 1920 (met uitzondering van revolutiejaar 1918/19) was hij zelfs landdagspresident. In die functie voltrok Karl Arnolds vader de aansluiting van Coburg bij Beieren. Na de lagere school bezocht Karl de technische school, waar hij zich met modeltekenen en ontwerpen bezighield. Vermoedelijk volgde hij deze opleiding met het oog op toekomstige taken binnen het familiebedrijf. In 1901 belandde hij aan de  Academie van Beeldende Kunsten in München. Hij volgde er les bij Franz von Stuck en raakte bevriend met Albert Weisgerber. Vanaf 1907 begon hij voor Simplicissimus te tekenen en publiceert ook in Die Jugend en in de Lustige Blätter. 
Arnold gaf in 1909 met andere kunstenaars (zoals Wili Geiger, Jules Pascin, Albert Weisgerber) een separate uitgave van erotisch getinte prenten uit. Er stak een storm van protest op. Door parlementaire druk kwam het tot een justitieel onderzoek op verdenking van pornografie, hetgeen direct leidde tot de inbeslagname van het werk. 
In München ontmoette hij rond 1909 zijn toekomstige echtgenote en schilderes Anne-Dora Volquardsen. Hij trad met haar eind 1911 in Flensburg in het huwelijk. In dezelfde tijd, december 1911, vormde zich als gevolg van conflicten binnen de Neue Künstlervereinigung München de kunstenaarsgroep Der blaue Reiter; de Neue Künstlervereinigung München hield hierna weldra op te bestaan. Alexander Kanoldt nam daarop in 1913 het initiatief tot de oprichting van de Neue Münchner Sezession, waarvan onder andere Karl Arnold, Paul Klee, Alfred Kubin, Alexej Javlenski en Albert Weisgerber deel uitmaakten. Arnold begon zich een reputatie op te bouwen. 
Na het uitbreken van de Eerste Wereldoorlog belandde Karl Arnold achter het front bij Rijsel. Hij houdt zich bezig met de productie van prentbriefkaarten voor de soldaten. Van eind 1914 tot in 1917 werkte hij in het inmiddels bezette Rijsel  bij de "Liller Kriegsfeldblätter", een frontblad om het moreel van de troepen op te vijzelen. Arnold verzorgde de illustraties. Hij kwam er ook in contact met de kunstschilder Hans von Hayek. Arnold bleef tijdens de oorlog ook tekenen voor Die Jugend, maar door meningsverschillen met de redactie stopte hij er met publiceren in 1918. Ondertussen was Arnold aandeelhouder bij Simplicissimus geworden. In deze tijd werd Arnold aangetrokken om een serie spotprenten te tekenen, die gericht op de publieke opinie in het neutrale Zweden, de Duitse standpunten verdedigden. Na de oorlog richtte Arnold zich vooral op het gevaar van het bolsjewisme, zoals hij de radenrepubliek in München en de Spartakus-opstand in Berlijn beschouwde. Hij koesterde meer sympathie voor de Duitse Democratische Partij.